# درسنامه فیزیولوژی پزشکی
فیزیولوژی پزشکی کتابی از آرتور گایتون با ترجمهٔ فرخ شادان است که در سال ۱۳۶۰ منتشر و در مراسم کتاب سال جمهوری اسلامی ایران به‌عنوان کتاب برگزیده معرفی شد.